# Spiracme keyserlingi
Spiracme keyserlingi is een spinnensoort uit de familie van de krabspinnen (Thomisidae).
De wetenschappelijke naam van de soort werd in 1930 als Xysticus keyserlingi gepubliceerd door Elizabeth Bangs Bryant.